# Каплун, Соломон Гитманович
Соломо́н Ги́тманович Каплу́н (литературный псевдоним С. Сумский; 1891(1883?)—1940 Плугован, Бретань, похоронен в Париже на кладбище Иври) — журналист, литературный критик, публицист, издатель. Владелец издательства «Эпоха» в Берлине, выпускавшего в 1923—1925 годах журнал «Беседа», созданный М. Горьким.
Общественный деятель, социал-демократ, меньшевик.

## Биография
Работу в печати начал в 1906 году, сотрудничал в газетах «Петербургский день», «Киевская мысль». В 1916 году окончил экономическое отделение Санкт-Петербургского политехнического института (ЦГИА СПб, фонд 478, опись 1, дело № 891). В 1918—1919 годах — редактор журнала «Южное дело» в Киеве. Был членом партии меньшевиков.
В 1922 году эмигрировал в Берлин. В том же году в Берлине возглавил открывшееся отделение книгоиздательства «Эпоха», стал его совладельцем. Выпускал книги современных русских авторов: А. Белого, З. Н. Гиппиус, Е. И. Замятина, Вс. Иванова, А. Б. Кусикова, А. М. Ремизова, М. И. Цветаевой, М. М. Шкапской; книги, посвящённые литературоведческим проблемам и истории литературы. Позже издательством был задуман и частично осуществлён выпуск русской классической (Ф. М. Достоевский) и детской литературы (Л. Михельсон, Р. Киплинг, К. И. Чуковский). Были намечены к выходу собрания сочинений современных авторов, из которых было выпущено лишь девятитомное собрание сочинений А. А. Блока.
Сотрудничал в журналах «Новая русская книга», «Социалистический вестник», «Голоса России», газете «Дни». Был секретарём основанного в Берлине в ноябре 1922 года «Дома искусств» (председателем был избран Н. М. Минский, товарищем председателя — А. М. Ремизов). Был членом редколлегии журнала «Бюллетени Дома искусств».

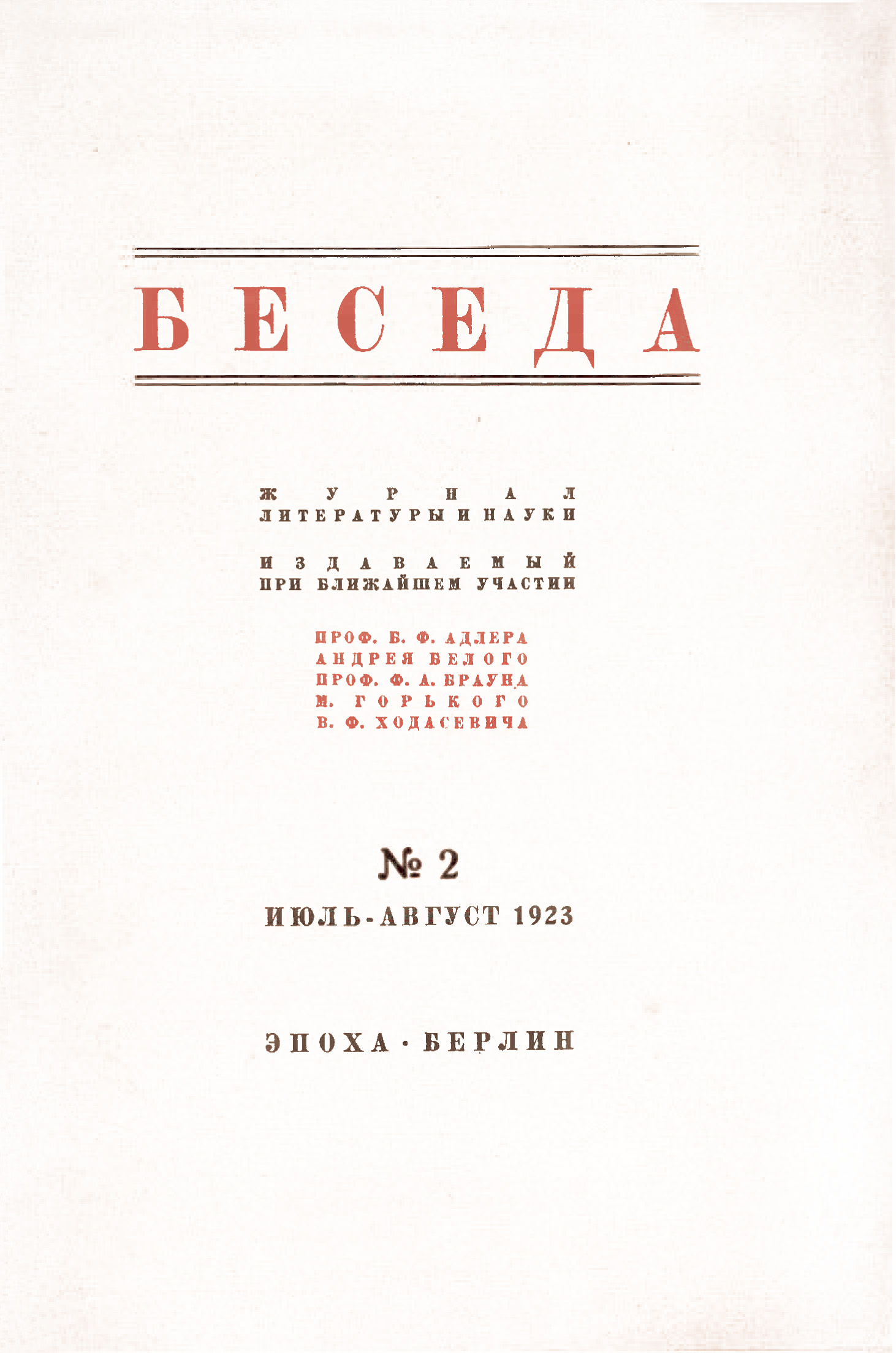
Журнал «Беседа» № 2 июль—август 1923 года

Совместно с Максимом Горьким издавал литературно-научный журнал «Беседа», созданный для «информации России о состоянии литературы и науки в Европе и Америке» (1922—1925), но журнал не был допущен в Россию, и в результате С. Г. Каплун был разорён.
До октября 1923 года совладельцем издательства был Д. Ю. Далин, с которым Каплун судился. В «Камер-фурьерском журнале» за октябрь 1923 года неоднократно встречаются записи об этом суде. Д. Ю. Далин также утверждал, что С. Г. Каплун «ростовщически-мошенническим путём» обманывает издателей (издателя С. А. Эфрона на 13000 марок, на 2000 марок издателя Ладыжникова, а также И. Д. Левитана, издательство «Арзамас» и других), и именно поэтому он переехал в Париж.
Оставил воспоминания о периоде Гражданской войны в Киеве, опубликованные в сборнике «Революция на Украине по мемуарам белых», составленном С. А. Алексеевым (М.—Л.: Госиздат, 1930).
С 1923 г жил в Париже. Работал в «Последних новостях», был одним из заведующих отделом хроники. Его некролог, написанный Г. Я. Аронсоном, был помещён в «Социалистическом вестнике» (1941. № 3 (468), 10 февраля. С. 40. Подпись: Г. А.).
Умер в 1940 году. Похоронен в Париже на кладбище Иври.

## Семья
- Брат — советский хозяйственный деятель Борис Гитманович Каплун.
- Сестра — скульптор Софья Гитмановна Спасская-Каплун.